# Роланд Візер
Рональд Візер  (нім. Roland Wieser, 6 травня 1956) — німецький легкоатлет, олімпійський медаліст.

## Виступи на Олімпіадах
| Олімпіада   | Дисципліна      | Місце |
| ----------- | --------------- | ----- |
| Москва 1980 | ходьба на 20 км | 3     |